# Batrisodes gemmoides
Batrisodes gemmoides (лат.) — вид пещерных жуков-ощупников (Pselaphinae) из семейства стафилиниды.

## Распространение
США: пещера Columbia Caverns, округ Диксон, штат Теннесси.

## Описание
Мелкие коротконадкрылые жуки. Длина тела 2,0 мм, длина головы 0,44 мм. Основная окраска рыжевато-коричневая. Блестящий, с умеренно длинным и редким опушением, щетинистым в щечных областях, полустоячим на переднеспинке и надкрыльях и почти распростертым на брюшке. Покровы гладкие и слабо шероховатые-микропунктурные. Голова с умеренно выпуклыми глазами из примерно 40 фасеток. Усики 11-члениковые, брюшко из 5 видимых тергитов. Вертлуги короткие, ноги прилегают к тазикам. Надкрылья в базальной части с 3 ямками.  10-й сегмент антенн слегка уплощён на вентральной стороне; 11-й сегмент также с уплощенной вентральной стороной и небольшим пористым рубцом. Название происходит от имени сходного вида Batrisodes gemmus из пещеры Jewel Cave (Теннесси).